# Walk the Moon
Walk The Moon (estilizado WALK THE MOON) é uma banda de rock americana baseada em Cincinnati, Ohio. O vocalista Nicholas Petricca iniciou a banda em 2006, enquanto estudava no Kenyon College, derivando o nome da banda da música "Walking on the Moon" do The Police. O grupo lançou seu álbum de estreia, i want i want, em Novembro de 2010, tendo a música Anna Sun tocado nas rádios. Com o sucesso de Anna Sun, Alt. Nation os nomeou "a banda que você deve conhecer para o Verão de 2012".
Em 17 de setembro de 2017, a banda se apresentou no Palco Mundo do festival Rock in Rio.

## Discografia
Álbuns de estúdio
- i want! i want! (2010)
- Walk the Moon (2012)
- Talking Is Hard (2014)
- What If Nothing (2017)
- Heights (2021)

Álbuns ao vivo
- You Are Not Alone (2016)